# Chiesa di San Giacomo Maggiore (Nizza)
La chiesa di San Giacomo Maggiore (Église Saint-Jacques-le-Majeur de Nice in francese), conosciuta anche come chiesa del Gesù, è un edificio di culto cattolico situato in rue Droite, nel centro storico della città francese di Nizza. È stata classificata monumento storico il 25 ottobre 1971.

## Storia
Nel 1603 Filippo Ceva, un mercante nizzardo residente a Roma, dietro consiglio di san Filippo Neri, mise a disposizione della sa città natale un'importante somma di denaro per costruire un collegio gesuita. Due anni dopo giunsero a Nizza i gesuiti installandosi provvisoriamente in una casa e nel 1606 aprirono il loro collegio. Il 12 febbraio 1697 fu posta la prima pietra del nuovo edificio che avrebbe ospitato il collegio gesuita di Nizza. Nel 1612 fu posta poi la prima pietra della chiesa del collegio. Il tempio, dedicato al Gesù, era soprannominato dai nizzardi "la chiesetta".
Nel 1642 iniziarono i lavori d'ingrandimento della chiesa. Otto anni più tardi l'edificio, il cui disegno è stato attribuito all'architetto nizzardo Giovanni Andrea Guibert, fu riaperto al culto. Dopo la soppressione dell'ordine da parte di papa Clemente XIV nel 1773 i gesuiti furono espulsi da Nizza. L'edificio venne quindi adibito dalle autorità sabaude a scuola. Nel 1802, in seguito al concordato siglato l'anno precedente, la chiesa del Gesù fu elevata al rango di parrocchiale e dedicata a San Giacomo Maggiore.
Nel 1825 fu realizzata l'attuale facciata neobarocca su progetto dell'ingegnere nizzardo Icart. Il 15 giugno 1833 in questa chiesa è stata battezzata la Bella Rosina.

## Descrizione
L'edificio è di spiccato gusto barocco e si richiama alla chiesa del Gesù di Roma e la chiesa dei Santi Martiri di Torino.
L'interno presenta una navata unica sormontata da una volta a botte. Alla semplicità della struttura interna fa da contrasto l'opulenza delle decorazioni della navata, un insieme di stucchi di epoca tardomanierista che richiamano quelli della basilica della Santissima Annunziata del Vastato di Genova.